# 이조헌
이조헌(李祖憲, 1796년(정조 20년) ~ ?)은 조선 후기의 학자이다. 본관은 하빈 이씨(河濱)이며, 자는 수경(繡卿), 호는 연사(蓮士)이다. 아버지는 이병형(李秉衡)이다.
어려서부터 학문이 뛰어나, 신위(申緯)와 정약용(丁若鏞)으로부터 불세출의 인재라는 극찬을 받았다. 그러나 1846년(헌종 12년) 진사시에 합격하였으나, 과거에는 합격하지 못했다. 사신 수행단의 일원으로 청나라에 다녀와 실학을 접하고 양반 계층의 무위도식에 대해 비판했다. 서예에 뛰어난 것으로 유명했다.

## 저서
- 《연사유고》 2권

## 참고 자료
- 한국역대인물 종합정보 시스템